# Andrew Butterfield

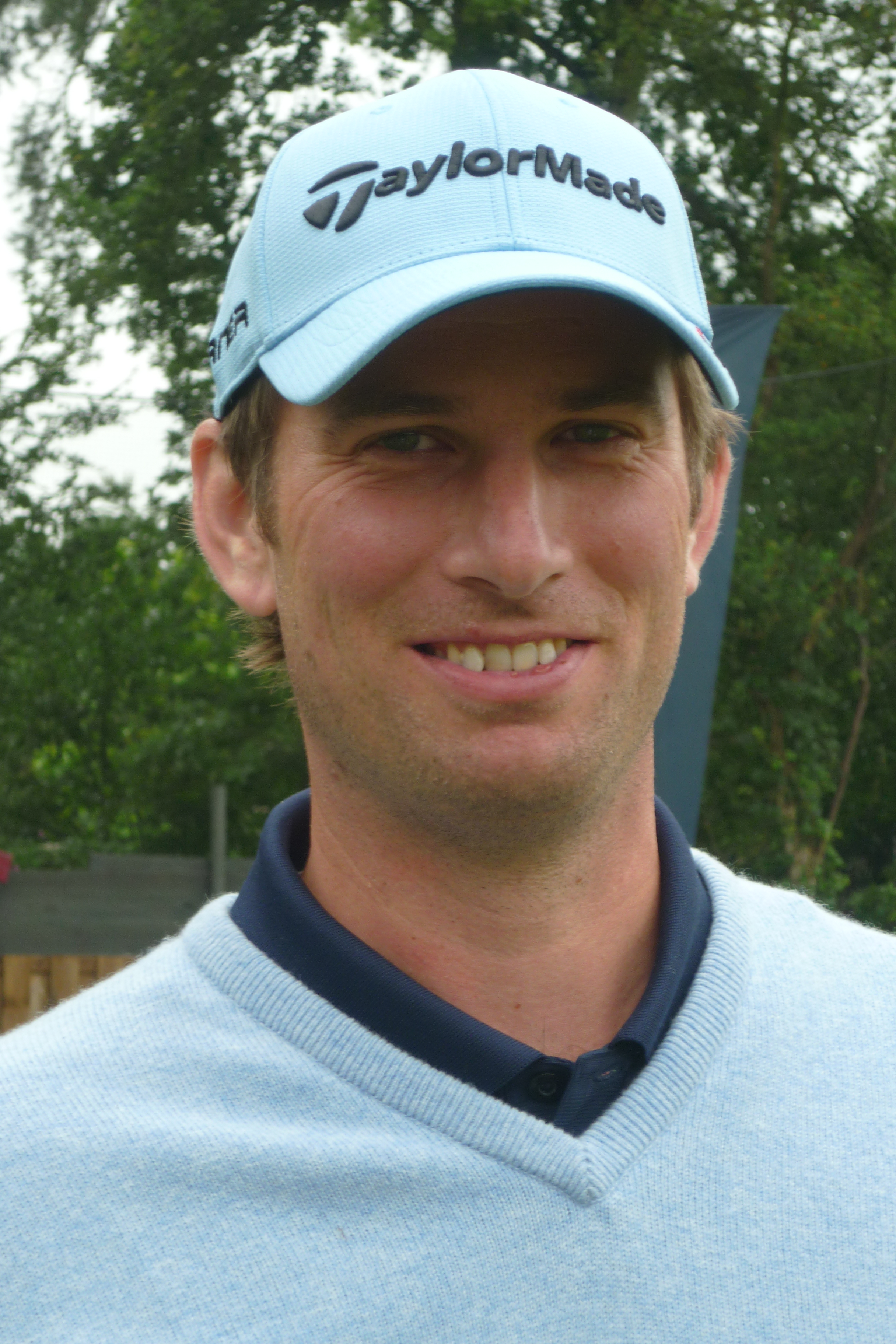
KLM Open 2010.

Andrew Butterfield (Londen, 1 juli 1972) is een professioneel golfer uit Engeland. 

## Golfcarrière
In zijn amateurtijd had hij handicap +1.
Butterfield is in 1993 professional geworden en heeft sinds 1995 bijna ieder jaar de Tourschool bezocht om te proberen een spelerskaart voor de Europese PGA Tour (ET) te bemachtigen. In 2005 werd hij 4de op de Challenge Tour (CT) en kreeg een kaart voor de Europese Tour.
In 2009 speelt hij op de Challenge Tour. In Zweden wint hij 'The Princess' en bereikt de 15de plaats van de Order of Merit. Bij de Dutch Futures staat hij na de twee eerste rondes aan de leiding samen met Nicolas Colsaerts.

### Gewonnen
- 2004: Matchroom Golf Management International op Owston Hall (European Europro Tour)
- 2009: The Princess in Båstad, Zweden (CT)